# Dawar Baksh

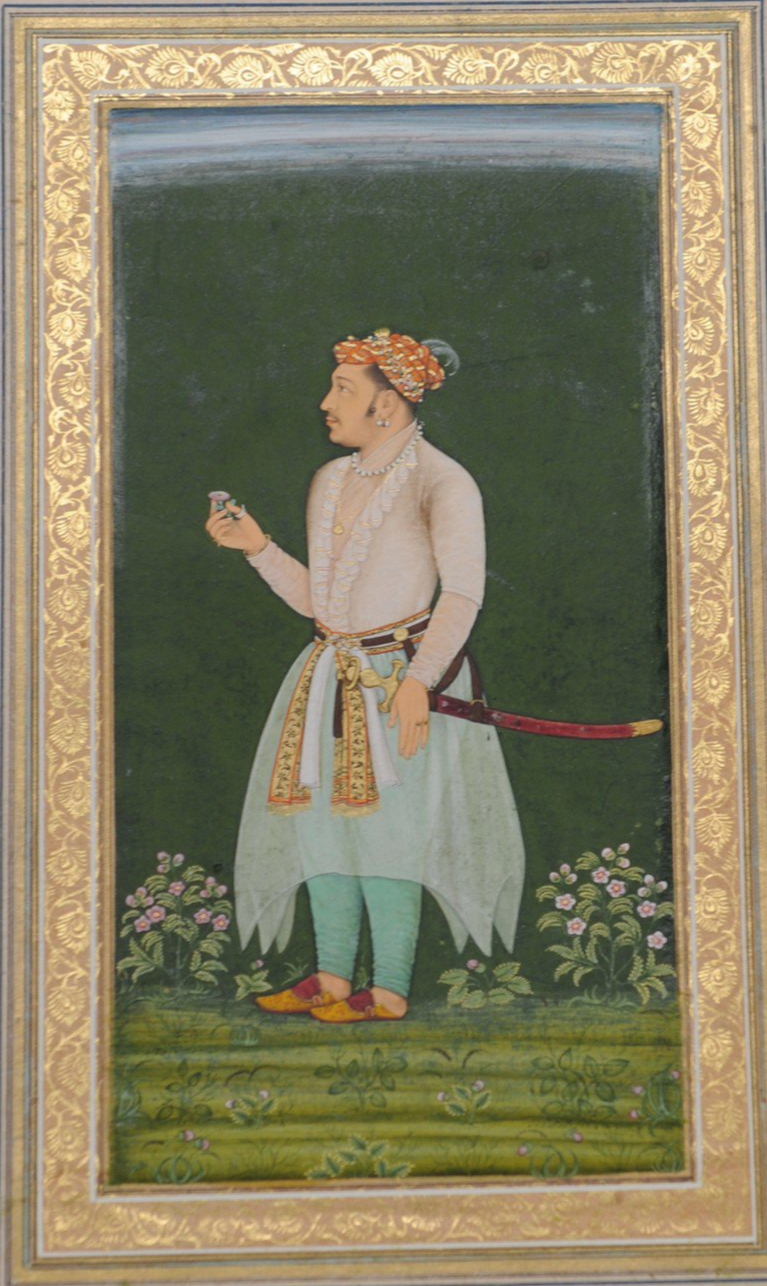
Dawar Baksh

Dawar Baksh, kallad Bulaki, "idioten", ska enligt något osäkra uppgifter ha innehaft mogultronen i Delhi 1627 från november och någon månad framåt, efter Djahangirs död och före Djahans trontillträde. I den strid som pågick om mogultronen ska han då ha fungerat som frontfigur för äldre släktingen Abul Hassan Asaf Khan. Tronstriden slutade denna gång med att bl.a. Dawar Baksh 31 december 1627 avrättades av den segrande sidan. 
Dawar Baksh var enligt en uppgift av afghanskt ursprung, och besläktad med den afghanska kungasläkten Durrani. Enligt en uppgift var Baksh son till Djahangir.